# Communauté de communes Val de Cher-Controis
Die Communauté de communes Val de Cher-Controis (offizielle Schreibweise: Communauté de communes Val-de-Cher-Controis) ist ein französischer Gemeindeverband mit der Rechtsform einer Communauté de communes im Département Loir-et-Cher in der Region Centre-Val de Loire. Sie wurde am 19. Dezember 2016 gegründet und umfasst 33 Gemeinden (Stand: 1. Januar 2019). Der Verwaltungssitz befindet sich in der Gemeinde Le Controis-en-Sologne.

## Historische Entwicklung
Der Gemeindeverband entstand mit Wirkung vom 1. Januar 2017 durch die Fusion der Vorgängerorganisationen
- Communauté de communes du Cher à la Loire und
- Communauté de communes Val de Cher-Controis (vor 2017).

Trotz der Namensgleichheit handelt es sich um eine Neugründung mit anderer Rechtspersönlichkeit.
Mit Wirkung vom 1. Januar 2019 gingen die ehemaligen Gemeinden Contres, Feings, Fougères-sur-Bièvre, Ouchamps und Thenay in die Commune nouvelle Le Controis-en-Sologne auf. Dadurch verringerte sich die Anzahl der Mitgliedsgemeinden auf 33 und die Commune nouvelle übernahm den Verwaltungssitz.

## Mitgliedsgemeinden
| Gemeinde                                    | Einwohner 1. Januar 2022 | Fläche km² | Dichte Einw./km² | Code INSEE | Postleitzahl        |
| ------------------------------------------- | ------------------------ | ---------- | ---------------- | ---------- | ------------------- |
| Angé                                        | 801                      | 17,36      | 46               | 41002      | 41400               |
| Châteauvieux                                | 524                      | 33,48      | 16               | 41042      | 41110               |
| Châtillon-sur-Cher                          | 1.661                    | 29,66      | 56               | 41043      | 41130               |
| Chémery                                     | 944                      | 34,16      | 28               | 41049      | 41700               |
| Chissay-en-Touraine                         | 1.076                    | 18,17      | 59               | 41051      | 41400               |
| Choussy                                     | 352                      | 15,45      | 23               | 41054      | 41700               |
| Couddes                                     | 534                      | 18,64      | 29               | 41062      | 41700               |
| Couffy                                      | 503                      | 14,92      | 34               | 41063      | 41110               |
| Faverolles-sur-Cher                         | 1.426                    | 15,51      | 92               | 41080      | 41400               |
| Fresnes                                     | 1.199                    | 16,02      | 75               | 41094      | 41700               |
| Gy-en-Sologne                               | 496                      | 35,92      | 14               | 41099      | 41230               |
| Lassay-sur-Croisne                          | 243                      | 16,92      | 14               | 41112      | 41230               |
| Le Controis-en-Sologne                      | 6.787                    | 100,41     | 68               | 41059      | 41120, 41400, 41700 |
| Mareuil-sur-Cher                            | 1.155                    | 31,88      | 36               | 41126      | 41110               |
| Méhers                                      | 308                      | 18,27      | 17               | 41132      | 41140               |
| Meusnes                                     | 1.039                    | 13,35      | 78               | 41139      | 41130               |
| Monthou-sur-Cher                            | 993                      | 20,16      | 49               | 41146      | 41400               |
| Montrichard Val de Cher                     | 3.641                    | 19,20      | 190              | 41151      | 41400               |
| Noyers-sur-Cher                             | 2.654                    | 22,74      | 117              | 41164      | 41140               |
| Oisly                                       | 390                      | 10,61      | 37               | 41166      | 41700               |
| Pontlevoy                                   | 1.537                    | 51,12      | 30               | 41180      | 41400               |
| Pouillé                                     | 786                      | 18,03      | 44               | 41181      | 41110               |
| Rougeou                                     | 151                      | 7,89       | 19               | 41195      | 41230               |
| Saint-Aignan                                | 2.826                    | 18,48      | 153              | 41198      | 41110               |
| Saint-Georges-sur-Cher                      | 2.711                    | 23,78      | 114              | 41211      | 41400               |
| Saint-Julien-de-Chédon                      | 777                      | 9,87       | 79               | 41217      | 41400               |
| Saint-Romain-sur-Cher                       | 1.458                    | 31,17      | 47               | 41229      | 41140               |
| Sassay                                      | 1.110                    | 16,44      | 68               | 41237      | 41700               |
| Seigy                                       | 982                      | 8,18       | 120              | 41239      | 41110               |
| Selles-sur-Cher                             | 4.225                    | 25,74      | 164              | 41242      | 41130               |
| Soings-en-Sologne                           | 1.570                    | 35,30      | 44               | 41247      | 41230               |
| Thésée                                      | 1.171                    | 17,61      | 66               | 41258      | 41140               |
| Vallières-les-Grandes                       | 944                      | 40,75      | 23               | 41267      | 41400               |
| Communauté de communes Val de Cher-Controis | 46.974                   | 807,19     | 58               | –          | –                   |